# Саннікова Ольга Павлівна
Ольга Павлівна Саннікова (нар. 21 червня 1948, Одеса, УРСР, СРСР) – доктор психологічних наук, професор.

## Біографія
О. П. Саннікова народилася 21 червня 1948 року в Одесі.
У 1976 році закінчила Ростовський державний університет і почала працювати в Одеському державному педагогічному інституті імені К. Д. Ушинського.
В 1982 році захистила дисертацію «Співвідношення показників емоційності та товариськості» на здобуття наукового ступеня кандидата психологічних наук. У 1997 році, захистивши дисертацію «Емоційність в професійній структурі особистості», здобула науковий ступінь доктора психологічних наук. У 2001 році присвоєно вчене звання професора.
З 1988 року завідує кафедрою загальної та диференціальної психології Південноукраїнського національного педагогічного університету імені К. Д. Ушинського. Створила лабораторію психології індивідуальних відмінностей. У 1988 – 2007 роках очолювала першій в Україні факультет післядипломної освіти «Психологія».
З 2003 року очолює Спеціалізовані вчені ради із захисту докторських та кандидатських дисертацій з психології, є головою методологічного семінару з психології Південного регіону України. Під її керівництвом захищено 30 дисертацій.
У 2017 році обрана  почесним членом Національної академії педагогічних наук України.

## Наукова діяльність
Наукова творчість пов’язана з дослідженнями проблеми структури особистості: особистість постає у вигляді системи, що містить ієрархічні рівні (формально-динамічний, змістовно-особистісний та соціально-імперативний) і суміжних зон між ними. Подібний підхід, що отримав назву континуально-ієрархічного, дозволив розглянути особистість як цілісну (дискретно-димензіональну) систему континуальних утворень (рівнів, підсистем), що плавно переходять одне в друге, представити кожну рису особистості як водночас континуальне і дискретне утворення. Розглядаючи особистість, спираючись на вимоги трудової та професійної діяльності, створила модель континуально-ієрархічної структури особистості у двох планах (загальнопсихологічному і професійно-психологічному). Висуває положення, згідно з яким основним чинником індивідуалізації процесу становлення і функціонування особистості професіонала є емоційність, вивчає зазначену властивість в контексті континуально-ієрархічної структури особистості. Дослідження емоційності розробляються у трьох основних напрямах; 1)  емоційність вивчається в системі властивостей особистості та в системі механізмів, що регулюють діяльність; 2)  розробка методологічних основ теорії емоційності, дослідження її як складної інтегральної, багаторівневої властивості особистості і як особливого феномена у ряді емоційних явищ; 3) розробка програми емпіричного дослідження емоційності в контексті континуально-ієрархічного підходу; створення комплексу психодіагностичного інструментарію, що потребує підбір існуючих та розробку нових оригінальних методик і технологій психодіагностики професійно важливих якостей особистості згідно з вимогами психометрики.
Дійшла висновку, що емоційність можна розглядати як фундаментальну властивість, у межах якої протікають всі психічні процеси і стани, як рух від нижчого рівня до вищого, як підсумок генетичного розвитку і розвитку під впливом навколишнього середовища;  показала, що емоційність виступає як системоутворюючий чинник, який визначає специфіку пов'язаних з нею властивостей особистості.
Є автором понад 300 наукових праць, серед яких 7 монографій.

#### Деякі праці
- Эмоциональность в структуре личности / О. П. Санникова. – Одесса : Хорс, 1995. – 334 с.
- Адаптивность личности: монография / О. П. Санникова, О. В. Кузнецова. – Одесcа : Н. П. Черкасов, 2009. – 258 с.
- Макроструктура особистості: психологічний опис/ О. П. Саннікова// Наука і освіта. – 2013. – № 7. – С. 7 - 12.
- Сценічні бар'єри: диференціально-психологічний підхід : монографія / О. П. Саннікова, А. О. Саннікова. – Одеса : BMB, 2014. – 238 с.
- Емоційність як системна властивість особистості / О.П. Санникова // ІІІ Всеукраїнський психологічний конгрес з міжнародною участю «Особистість у сучасному світі». – К.: ДП «Інформаційно- аналітичне агентство», 2014. С. 77-82.
- Переживання кризи: диференціально-психологічний аналіз / О. П. Саннікова // Наука і освіта: науково-практичний журнал. – Одеса. – 2015. – №10. – С. 16-22.
- Толерантність до невизначеності як предиктор прийняття рішень особистістю/ О. П. Саннікова // Вісник післядипломної освіти: збірник наукових праць. – К.: НАПНУ, 2020. – 98 - 123.
- Ie. Features of decisiveness in individuals with different emotional disposition/ О. Р. Sannikova, О. І. Sannikov, L. Husak //  Georgian Medical News. – 2020. –  № 4 (301). – Р. 136 - 142.
- Особливості експресії осіб з різною схильністю до алекситимії/ О. П. Саннікова, Жень Чхун // Науковий часопис Національного педагогічного університету імені М. П. Драгоманова. Психологічні науки. –  2020. – Том 12, № 9(54). –  С. 131 – 142.

## Нагороди
- Звання «Заслужений діяч науки і техніки України» (2012).
- Почесна грамота Верховної Ради України.
- Грамота Кабінету міністрів України.
- Знак «Відмінник освіти України».
- Грамота Національної академії педагогічних наук України.